# Achim Irimescu
Achim Irimescu (născut pe 24 aprilie 1958) este un politician român, ministru al agriculturii în guvernul Cioloș.
S-a făcut remarcat în septembrie 2016 când a propus reducerea risipei alimentare prin creșterea prețurilor la alimente.